# Hallam Foe
Hallam Foe (Brasil: Olhar do Desejo ) é um filme de drama britânico de 2007 dirigido por David Mackenzie baseado no romance escrito por Peter Jinks. O filme foi lançado nos Estados Unidos como Mister Foe. O roteiro foi escrito por Ed Whitmore e David Mackenzie e produzido por Gillian Berrie.
Hallam Foe estreou no Festival Internacional de Cinema de Berlim 2007 em 16 de fevereiro de 2007 e concorreu ao Urso de Ouro de Melhor Filme. O filme ganhou o Urso de Prata de Melhor Música.
O filme foi lançado no Reino Unido em 31 de agosto de 2007 e nos EUA em 5 de setembro de 2008. Foi exibido no Festival do Rio em 2007  e lançado em DVD no Brasil.

## Sinopse
Hallam Foe (Jamie Bell) é um adolescente solitário que vive na grande propriedade de seu pai (Ciarán Hinds) perto de Peebles. Seu hobby é espionar pessoas de sua casa da árvore. Hallam está convencido de que sua madrasta, Verity (Claire Forlani), é responsável pela morte de sua mãe se afogando dois anos antes. A irmã de Hallam sai de casa para frequentar a universidade e fica claro que Verity e seu pai querem que Hallam siga em frente também. Hallam inicialmente se recusa devido à sua suspeita de Verity, mas ela usa seus diários primeiro para fazer sexo com ele e depois chantageá-lo para sair. Para escapar de seu pai e madrasta, Hallam viaja para Edimburgo.
Ao chegar em Edimburgo, Hallam vê Kate (Sophia Myles), uma gerente do Hotel Balmoral, localizado no centro da cidade. Kate tem uma semelhança impressionante com sua falecida mãe. Ele consegue convencê-la a dar-lhe um emprego na cozinha do hotel. Hallam mora na torre do relógio do hotel por causa de seu ponto de vista sobre a casa de Kate em um apartamento superior, onde ele pode espioná-la. Ele também espia Kate através de uma clarabóia no telhado dela, escalando a paisagem do telhado para alcançar seu ponto de vista.
Hallam descobre que outro funcionário do hotel, Alasdair (Jamie Sives), está tendo um caso extraconjugal com Kate. Alasdair então descobre a vigia de Hallam na torre do relógio. Hallam tenta chantagear Alasdair com o conhecimento de seu adultério, mas Alasdair o dispensa. Hallam revida encontrando a esposa e o filho de Alasdair e, assim, demonstrando a capacidade, se desejar, de informá-la sobre o caso, o que força Alasdair a devolvê-lo ao emprego.
Hallam acaba se transformando em porteiro da frente do hotel. No seu décimo oitavo aniversário, Kate convida Hallam para tomar algumas bebidas depois do trabalho. Enquanto bêbado, Hallam revela seu amor contínuo por sua falecida mãe. Isso parece fascinar Kate, pois ela "gosta de caras assustadores". Um relacionamento complexo começa a se construir entre Hallam e Kate a partir deste ponto.
Kate primeiro o convida para casa com ela naquela noite, e quando ela tenta seduzi-lo, ele começa a ficar desconfortável e, em vez disso, eles dormem na mesma cama. No dia seguinte, ele pede um encontro e ela o rejeita. Mais tarde, ela pede a ele para um dos quartos do hotel e eles fazem sexo.
Quando Hallam está observando Kate, Alasdair a confronta e começa a agir violentamente. Hallam vem pela clarabóia para salvá-la, o que resulta em descobrir que ele estava espionando. Ela diz a Alasdair para sair. Ela pune Hallam, fazendo-o ficar nu e explicar por que ele estava espionando. Ela se sente mal por ele depois que ele conta sobre sua mãe e ela o deixa ficar. Ela veste o vestido que Hallam guarda que costumava ser da mãe dele. Quando Hallam a vê, ele chora e eles dormem juntos.
Nesse momento, o pai e a madrasta de Hallam localizam Hallam por ele ter relatado suas suspeitas sobre a morte de sua mãe à polícia em Edimburgo. O pai de Hallam acumulou dívidas significativas e precisa desenvolver algumas das terras da propriedade, mas Hallam tem direito a consulta sob a vontade de sua mãe. Hallam se recusa a cooperar devido à sua suspeita de Verity.
O ódio de Hallam pela Verity o consome inteiramente, e ele tenta afogá-la no lago perto da casa de seu pai. No entanto, sua humanidade assume e ele a revive. Somente nesse momento seu pai revela que ele não fez nenhuma tentativa de impedir a mãe de Hallam de tirar a própria vida. Essa revelação permite que Hallam perceba que sua raiva está de fato com sua mãe por deixá-lo. Esse momento catártico lhe permite seguir em frente pela primeira vez, e o filme termina com ele feliz e contente pelas ruas de Edimburgo.

## Elenco
- Jamie Bell como Hallam Foe
- Sophia Myles como Kate Breck
- Ciarán Hinds como Julius Foe
- Claire Forlani como Verity Foe
- Jamie Sives como Alasdair
- Maurice Roëves como Raymond
- Ewen Bremner como Andy
- John Paul Lawler como Carl
- Ruth Milne como Jenny
- Lucy Holt como Lucy

## Trilha sonora
A Domino Records forneceu toda a trilha sonora de bandas, incluindo Franz Ferdinand com a música "Hallam Foe Dandelion Blow" além de músicas de James Yorkston, u.n.p.o.c., King Creosote, Sons and Daughters, Four Tet, Psapp, Juana Molina e Test Icicles, entre outras.
David Mackenzie afirmou em uma sessão de perguntas e respostas na exibição de pré-estréia do Glasgow Film Theatre, que ele tinha cinco músicas em mente que queria usar no filme, mas apenas uma sobreviveu no local que ele queria, sendo "Here on My Own" de u.n.p.o.c..

## Sequência de abertura
A sequência animada de abertura é do artista David Shrigley, que também faz todos os desenhos e escritos nos diários de Hallam.

## Recepção

### Resposta crítica
O filme geralmente recebeu críticas positivas dos críticos. O site de agregação de críticas Rotten Tomatoes dá ao filme uma classificação de 72% com base em 60 avaliações.  O Metacritic, que atribui uma média ponderada de 100 principais comentários dos principais críticos, calculou uma pontuação média de 62, com base em 18 comentários.